# 陇山镇
陇山镇，是中华人民共和国甘肃省定西市通渭县下辖的一个乡镇级行政单位。
2017年，甘肃省民政厅批复同意撤销陇山乡，设立陇山镇。

## 行政区划
陇山镇下辖以下地区：
黄窑村、姬湾村、雷咀村、任马村、何门村、陈贾村、古湾村、高山村、石沟村、南岔村、川口村、甘川村、石岘村、何山村、黄花村和乱庄村。